# Фурнир
Фурнирът е тънък лист, направен от дървесина, който обикновено се слепва към повърхността на различни плочи (ПДЧ, MDF и др.)
Слоестата дървесина се получава чрез слепване на отделни фурнирни листове. Сред най-разпространените видове слоеста дървесина е шперплатът.
Фурнирът се произвежда чрез рязане или т.нар. „развиване“ на предварително обработена секция от дървесен труп.
Може да бъде радиален или тангенциален в зависимост от посоката на рязане. При радиалното рязане на фурнира дървесината се реже под прав ъгъл спрямо годишните пръстени, създавайки правожилен ефект. При тангенциално рязане на фурнира рязът се прави по хорда спрямо центъра.